# Liste von Burgen und Schlössern in Ostböhmen
Diese Liste führt Burgen und Schlösser in Ostböhmen auf und umfasst die Königgrätzer Region und die Pardubitzer Region. Sie ist Teil der Liste von Burgen und Schlössern in Tschechien. Die Liste erhebt keinen Anspruch auf Vollständigkeit. Es werden die tschechischen Namen verwendet und in Klammern die deutschen Namen angegeben.

## Königgrätzer Region (Královéhradecký kraj)
| Name | Ort | Lage und Anmerkungen | Bild |
| --- | --- | --- | ---- |
| Burg Adršpach (Burg Adersbach) | Adršpach, Okres Náchod (Adersbach, Kreis Nachod)                                                                      | (Lage) |      |
| Schloss Adršpach (Schloss Adersbach, auch Niederadersbach)                                                                                  | Adršpach, Okres Náchod (Adersbach, Kreis Nachod)                                                                      | (Lage) errichtet zwischen 1577 und 1580 von Adam Bohdanecký von Hodkov, heute Landeszentralarchiv |      |
| Schloss Barchov (Schloss Barchow) | Barchov, Okres Hradec Králové (Groß Barchow, Kreis Königgrätz)                                                        | (Lage) Barockschloss Barchow, erbaut 1737 für Norbert Christoph Woracziczky von Pabienitz, das baufällige Schloss wurde in den 1990er Jahren an die Familie Picky restituiert |      |
| Schloss Bělohrad (Schloss Bielohrad) | Lázně Bělohrad, Okres Jičín (Bad Bielohrad, Kreis Jitschin)                                                           | (Lage) urspr. Burg, von 1721 bis 1724 nach Plänen von Johann Blasius Santini-Aichl in ein Barockschloss umgebaut |      |
| Schloss Bílé Poličany (Schloss Weiß Politschan)                                                                                             | Bílé Poličany, Okres Trutnov (Weiß Politschan, Kreis Trautenau)                                                       | (Lage) seit 2004 als Hotel genutzt |      |
| Schloss Blažkov (Schloss Blaschkow) | Myštěves, Okres Hradec Králové (Mischtowes, Kreis Königgrätz)                                                         | (Lage) neobarockes Schloss mit englischem Park |      |
| Schloss Bolehošťská Lhota (Jagdschloss Bolehoscht)                                                                                          | Bolehošť, Okres Rychnov nad Kněžnou (Bolehoscht, Kreis Reichenau an der Knieschna)                                    | (Lage) barockes Jagdschloss der Herren von Colloredo |      |
| Schloss Borohrádek (Schloss Heideburg) | Borohrádek, Okres Rychnov nad Kněžnou (Heideburg, Kreis Reichenau an der Knieschna)                                   | (Lage) urspr. Renaissancebau zwischen 1816 und 1820 unter Kolowrat von Liebstein zum Schloss im Empirestil umgebaut |      |
| Burg Břecštejn, auch Břečtejn, Bruštejn, Zilvarštejn bzw. Silberštejn (Burg Silberstein, früher auch Brecstein, Brettstein bzw. Bröckstein) | Hrádeček, Okres Trutnov (Silberstein, Kreis Trautenau)                                                                | (Lage) Burgruine |      |
| Schloss Častolovice (Schloss Častolowitz)                                                                                                   | Častolovice, Okres Rychnov nad Kněžnou (Častolowitz, Kreis Reichenau an der Knieschna)                                | (Lage) ehem. Wasserburg, unter Friedrich von Oppersdorff zwischen 1588 und 1615 zu einem Renaissanceschloss umgebaut, seit 1684 im Besitz des Grafen Thomas Czernin von Chudenitz und seit 1694 im Besitz des böhmischen Oberstburggrafen Adolf Wratislaw von Sternberg, der das Schloss umfassend erneuern ließ, weitere Umbauten von 1858 bis 1874 unter Jaroslaw von Sternberg, 1948 Enteignung der Familie Sternberg-Manderscheid, 1993 an die Familie Sternberg restituiert |      |
| Schloss Cerekvice nad Bystřicí (Schloss Cerekwitz)                                                                                          | Cerekvice nad Bystřicí, Okres Jičín (Cerekwitz, Kreis Jitschin)                                                       | (Lage) |      |
| Schloss Černíkovice (Schloss Černikowitz)                                                                                                   | Černíkovice, Okres Rychnov nad Kněžnou (Černikowitz, Kreis Reichenau an der Knieschna)                                | (Lage) 1822–1825 vom Architekten Heinrich Koch für Franz Anton Kolowrat von Liebstein errichtet |      |
| Burg Červená Hora (Rothenburg) | Červená Hora, Okres Náchod (Rothenburg bei Rothkosteletz, Kreis Nachod)                                               | (Lage) Burgruine |      |
| Schloss Česká Skalice (Schloss Böhmisch Skalitz)                                                                                            | Česká Skalice, Okres Náchod (Böhmisch Skalitz, Kreis Nachod)                                                          | (Lage) das Schloss war urspr. Kloster und Festung, jetzt Museum |      |
| Schloss Chotělice (Schloss Chotelitz) | Chotělice bei Smidary, Okres Hradec Králové (Chotelitz bei Smidar, Kreis Königgrätz)                                  | (Lage) errichtet unter den Grafen Mensdorff-Pouilly |      |
| Schloss Chvalkovice (Schloss Chwalkowitz)                                                                                                   | Chvalkovice v Čechách, Okres Náchod (Chwalkowitz, Kreis Nachod)                                                       | (Lage) |      |
| Schloss Dětenice (Schloss Jettenitz) | Dětenice, Okres Jičín (Jettenitz bei Liban, Kreis Jitschin)                                                           | (Lage) urspr. eine Burg, 1587 unter Bohuslav Křinecký von Ronov wurde ein Renaissanceschloss errichtet, von 1762 bis 1765 nach Entwürfen des Baumeisters Zacharias Fiegert in ein spätbarockes Schloss umgebaut |      |
| Schloss Dobřenice (Schloss Dobrenitz) | Dobřenice bei Hradec Králové (Dobřenitz bei Königgrätz)                                                               | (Lage) Barockschloss 1693 durch Dobřenský von Dobřenice errichtet, 1775 im Bauernaufstand niedergebrannt, 1865 Umbau im klassizistischen Stil mit einem englischen Park |      |
| Schloss Dolní Přím (Schloss Niederpřím) | Dolní Přím, Okres Hradce Králové (Niederpřím, Kreis Königgrätz)                                                       | (Lage) Barockschloss von 1681 bis 1714 unter Beteiligung von Carlo Lurago, bis 1773 im Besitz der Jesuiten, danach bis 1945 im Besitz der Familie Harrach |      |
| Schloss Doudleby nad Orlicí (Schloss Daudleb)                                                                                               | Doudleby nad Orlicí, Okres Rychnov nad Kněžnou (Daudleb, Kreis Reichenau an der Knieschna)                            | (Lage) 1585–1590 als vierflügeliges Renaissanceschloss mit Innenhof als Jagdschloss errichtet |      |
| Schloss Fořt (Schloss Forst) | Fořt (Černý Důl), Okres Trutnov (Forst bei Schwarzenthal, Kreis Trautenau)                                            | (Lage) |      |
| Burg Frymburk (Burg Friedenburg) | Nový Hrádek, Okres Náchod (Neubürgles bei Neustadt an der Mettau, Kreis Nachod)                                       | (Lage) Burgruine |      |
| Schloss Hlušice (Schloss Hluschitz) | Hlušice bei Nový Bydžov, Okres Hradec Králové (Groß Hluschitz bei Neu Bidschow, Kreis Königgrätz)                     | (Lage) neogotisches Schloss aus dem Jahr 1852 |      |
| Schloss Holovousy (Schloss Holowous) | Holovousy, Okres Jičín (Holowous, Kreis Jitschin)                                                                     | (Lage) ursprünglich ein Barockschloss, zu Beginn des 20. Jahrhunderts umgebaut durch Jan Vejrych im Stil der Neogotik und im Jugendstil |      |
| Schloss Hořice (Schloss Horschitz) | Hořice v Podkrkonoší, Okres Jičín (Horschitz, Kreis Jitschin)                                                         | (Lage) |      |
| Schloss Hořiněves (Schloss Horschenowes) | Hořiněves, Okres Hradec Králové (Horschenowes, Kreis Königgrätz)                                                      | (Lage) 1661 anstelle einer ruinierten Burg als Herrschaftssitz für Franz Ferdinand von Gallas errichtet |      |
| Schloss Hrádek u Nechanic (Schloss Hradek)                                                                                                  | Hrádek u Nechanic, Okres Hradec Králové (Bürgles, Kreis Königgrätz)                                                   | (Lage) |      |
| Schloss Humprecht | Sobotka, Okres Jičín (Saboth, Kreis Jitschin)                                                                         | (Lage) als Jagdschloss und Sommerresidenz des Humprecht Johann Czernin von Chudenitz errichtet nach Entwürfen von Carlo Lurago im manieristischen Stil mit Elementen der Spätrenaissance und des Frühbarock |      |
| Schloss Jeřice (Schloss Jerschitz) | Jeřice, Okres Jičín (Jerschitz, Kreis Jitschin)                                                                       | (Lage) Schloss Jerschitz mit Schlosspark; der Renaissancebau mit achteckigem Turm entstand 1665 für Johann von Hildprandt, in den Jahren 1760 bis 1780 wurde es barockisiert und 1886 nach einem Brand wieder aufgebaut |      |
| Schloss am Wallenstein-Platz Jičín (Schloss Jitschin)                                                                                       | Jičín (Jitschin) | (Lage) ehem. Residenz des Herzogtums Friedland, jetzt Museum |      |
| Schloss Jičíněves (Schloss Jičínowes) | Jičíněves, Okres Jičín (Jičínowes, Kreis Jitschin)                                                                    | (Lage) zwischen 1715 und 1717 ein dreistöckiges Barockschloss mit einem Mansarddach für Franz Josef von Schlick errichtet, die Pläne stammten von Jean Baptiste Mathey, 1992 Rückgabe an die Familie von Schlick |      |
| Schloss Karlova Koruna (Schloss Karlskron)                                                                                                  | Chlumec nad Cidlinou, Okres Hradec Králové (Chlumetz an der Cidlina, Kreis Königgrätz)                                | (Lage) Barockschloss von 1721 bis 1723 nach Plänen des Architekten Johann Blasius Santini-Aichl für Franz Ferdinand Kinsky erbaut |      |
| Schloss Kopidlno | Kopidlno, Okres Jičín (Kopidlno, Kreis Jitschin)                                                                      | (Lage) Schloss Kopidlno mit Schlosspark, errichtet im 16. Jahrhundert, im 19. Jahrhundert umgebaut im Neorenaissancestil für Erwin Graf Schlick |      |
| Burg Kost | Mladějov, Okres Jičín (Mladejow, Kreis Jitschin)                                                                      | (Lage) |      |
| Schloss Kostelec nad Orlicí (Neues Schloss Adlerkosteletz)                                                                                  | Kostelec nad Orlicí, Okres Rychnov nad Kněžnou (Adlerkosteletz, Kreis Reichenau an der Knieschna)                     | (Lage) das „Neue Schloss“ wurde von 1829 bis 1835 nach Plänen des Wiener Architekten Heinrich Koch im Empirestil erbaut und mit einem großen Englischen Park mit seltenem Baumbestand umgeben |      |
| Starý Zámek Kostelec nad Orlicí (Altes Schloss Adlerkosteletz)                                                                              | Kostelec nad Orlicí, Okres Rychnov nad Kněžnou (Adlerkosteletz, Kreis Reichenau an der Knieschna)                     | (Lage) das „Alte Schloss“ 1668 durch Wenzel Zaruba von Hustířan errichtet und nach einem Brand 1777 durch die Grafen Kinsky umgebaut |      |
| Hospital Kuks (Hospital Kukus) | Kuks, Okres Trutnov (Kukus, Kreis Trautenau)                                                                          | (Lage) das Schloss wurde nach 1900 abgerissen, es existiert nur noch das Hospital Kuks, das von 1707 bis 1717 durch Franz Anton von Sporck für Veteranen aus den Türkenkriegen und alte Untertanen errichtet wurde |      |
| Schloss Horní Maršov (Schloss Marschendorf)                                                                                                 | Horní Maršov, Okres Trutnov (Marschendorf, Kreis Trautenau)                                                           | (Lage) klassizistisches Schloss von 1792 |      |
| Schloss Meziměstí (Schloss Halbstadt) | Meziměstí, Okres Náchod (Halbstadt, Kreis Nachod)                                                                     | (Lage) in den Jahren von 1728 bis 1738 im Auftrag des Abtes des Braunauer Klosters Otmar Daniel Zinke (1663–1738) im Barockstil durch Kilian Ignaz Dientzenhofer errichtet |      |
| Schloss Miletín | Miletín, Okres Jičín (Miletin, Kreis Jitschin)                                                                        | (Lage) zwischen 1693 und 1701 im Barockstil errichtet und mehrmals umgebaut, 1847 wurde es im Stil des Empire verändert |      |
| Schloss Milíčeves (Schloss Miličowes) | Milíčeves bei Slatiny, Okres Jičín (Miličowes bei Slatin, Kreis Jitschin)                                             | (Lage) |      |
| Schloss Náchod | Náchod (Nachod) | (Lage) |      |
| Schloss Neděliště (Schloss Nedielischt) | Neděliště, Okres Hradec Králové (Nedielischt, Kreis Königgrätz)                                                       | (Lage) Das Schloss Nedielischt mit Schlosspark und Kapelle entstand 1748 für Elisabeth Dobřenský. Jaroslav von Sternberg machte das Schloss 1862 zu seinem Sitz und ließ es 1865 umbauen. |      |
| Schloss Nové Město nad Metují (Schloss Neustadt an der Mettau)                                                                              | Nové Město nad Metují (Neustadt an der Mettau)                                                                        | (Lage) |      |
| Schloss Nové Zámky (Schloss Neuschloß) | Nové Zámky, Okres Trutnov (Neuschloß bei Nieder Oels, Kreis Trautenau)                                                | (Lage) Schloss Neuschloß, erbaut 1590–1608 im Renaissancestil, später barock umgestaltet, als Kulturdenkmal geschützt, seit 2011 nach Verkauf an eine tschechisch-russische Kapitalgesellschaft nicht mehr für die Öffentlichkeit zugänglich |      |
| Schloss Opočno (Schloss Opotschno) | Opočno, Okres Rychnov nad Kněžnou (Opotschno, Kreis Reichenau an der Knieschna)                                       | (Lage) bereits 1098 eine fürstliche Burg, im 14. Jahrhundert zur gotischen Burg und von 1560 bis 1569 unter Wilhelm Trčka von Lípa durch italienische Baumeister zum Renaissanceschloss umgebaut, unter den Colloredos 1716 Veränderungen im Barockstil |      |
| Letohrádek Opočno (Sommerschloss Opotschno)                                                                                                 | Opočno, Okres Rychnov nad Kněžnou (Opotschno, Kreis Reichenau an der Knieschna)                                       | (Lage) Sommerschloss im Schlosspark von Opotschno von 1602 im Renaissancestil |      |
| Burg Pařez (auch Husí nůžka genannt) | Pařezska Lhota bei Holín, Okres Jičín (Pařeská Lhota, Kreis Jitschin)                                                 | (Lage) Ruine einer Felsenburg |      |
| Burg Pecka | Pecka, Okres Jičín (Petzka, Kreis Jitschin)                                                                           | (Lage) |      |
| Schloss Podhůří (Schloss Harta) | Podhůří bei Vrchlabí, Okres Trutnov (Harta bei Hohenelbe, Kreis Trautenau)                                            | (Lage) Schloss von 1888 |      |
| Hrad Potštejn (Burg Pottenstein) | Potštejn, Okres Rychnov nad Kněžnou (Pottenstein, Kreis Reichenau an der Knieschna)                                   | (Lage) Burgruine |      |
| Schloss Potštejn (Schloss Pottenstein) | Potštejn, Okres Rychnov nad Kněžnou (Pottenstein, Kreis Reichenau an der Knieschna)                                   | (Lage) 1749–1755 unter Johann Ludwig Harbuval de Chamaré durch den Architekten Josef Jäger errichtet |      |
| Schloss Ratibořice (Schloss Ratiborschitz)                                                                                                  | Česká Skalice, Okres Náchod (Ratiborschitz bei Böhmisch Skalitz, Kreis Nachod)                                        | (Lage) Barockschloss 1708 von Lorenzo Piccolomini erbaut, ab 1792 im Besitz des kurländischen Herzogs Peter von Biron. Dann erbte es dessen Tochter Katharina Wilhelmine von Sagan (die „Frau Fürstin“ aus dem „Großmütterchen“-Roman von Božena Němcová), die es im Empirestil umbauen ließ. Letzte Besitzer waren die Herren von Schaumburg-Lippe. In der Nähe befindet sich das „Großmütterchen“-Tal.                                                                         |      |
| Schloss Rokytnice v Orlických horách (Schloss Rokitnitz)                                                                                    | Rokytnice v Orlických horách, Okres Rychnov nad Kněžnou (Rokitnitz im Adlergebirge, Kreis Reichenau an der Knieschna) | (Lage) |      |
| Schloss Rudnik (Schloss Hermannseifen) | Rudník v Krkonoších, Okres Trutnov (Hermannseifen, Kreis Trautenau)                                                   | (Lage) neugotischer Bau (genannt „Kleines Hluboka - Malá Hluboká“), errichtet 1813 für Johann Franz Theer; das Schloss liegt in Nieder Hermannseifen an der Ortsgrenze zu Arnsdorf, daher auch als Arnsdorfer Schloss bezeichnet |      |
| Schloss Rychnov nad Kněžnou (Schloss Reichenau)                                                                                             | Rychnov nad Kněžnou (Reichenau an der Knieschna)                                                                      | (Lage) Karl Kolowrat von Liebstein errichtete 1676–1690 das barocke Schloss, im 18. Jahrhundert wurde es durch den Architekten Johann Blasius Santini-Aichl umgebaut. |      |
| Burg Rýzmburg (Burg Riesenburg) | Žernov u České Skalice, Okres Náchod (Schernau, Kreis Nachod)                                                         | (Lage) Burgruine |      |
| Schloss Skalka v Podbřezí (Schloss Skalka)                                                                                                  | Podbřezí, Okres Rychnov nad Kněžnou (Podbřezí, Kreis Reichenau an der Knieschna)                                      | (Lage) |      |
| Burg Skály, auch Burg Bišofštejn oder Katzenštejn (Burg Katzenstein)                                                                        | Teplice nad Metují, Okres Náchod (Weckelsdorf, Kreis Nachod)                                                          | (Lage) Burgruine |      |
| Zámeček Bischofstein (Schloss Bischofstein)                                                                                                 | Skály bei Teplice nad Metují, Okres Náchod (Weckelsdorf, Kreis Nachod)                                                | (Lage) |      |
| Schloss Skřivany (Schloss Skriwan) | Skřivany, Okres Hradec Králové (Skriwan, Kreis Königgrätz)                                                            | (Lage) neogotischer Bau im Windsorstil, errichtet 1867/68 nach Plänen von Josef Niklas |      |
| Schloss Sloupno | Sloupno, Okres Hradec Králové (Sloupno bei Neu Bidschow, Kreis Königgrätz)                                            | (Lage) Schloss Sloupno (ein ehemaliger Renaissancebau) wurde 1687 von Abt Thomas Sartorius zum barocken Sommersitz umgestaltet, 1748 Umbau unter Abt Benno Löbl nach Plänen von Kilian Ignaz Dientzenhofer |      |
| Schloss Smiřice (Schloss Smirschitz) | Smiřice, Okres Hradec Králové (Smirschitz, Kreis Königgrätz)                                                          | (Lage) |      |
| Schloss Sobčice (Schloss Sobschitz) | Sobčice, Okres Jičín (Sobschitz, Kreis Jitschin)                                                                      | (Lage) |      |
| Schloss Staré Hrady (Schloss Altenburg) | Staré Hrady, Okres Jičín (Altenburg bei Liban, Kreis Jitschin)                                                        | (Lage) urspr. Burg unter Georg Proskowski von Proskau zu einem Renaissanceschloss umgebaut, später im Besitz der Familie Schlick, ab 1921 im Staatsbesitz |      |
| Schloss Stárkov (Schloss Starkstadt) | Stárkov, Okres Náchod (Starkstadt, Kreis Nachod)                                                                      | (Lage) |      |
| Schloss Stračov (Schloss Stratschow) | Stračov, Okres Hradec Králové (Stratschow bei Nechanitz, Kreis Königgrätz)                                            | (Lage) |      |
| Horní Zámek Teplice nad Metují (Oberes Schloss Weckelsdorf)                                                                                 | Teplice nad Metují, Okres Náchod (Weckelsdorf, Kreis Nachod)                                                          | (Lage) das Obere Schloss (Renaissanceschloss) im Jahr 1599 unter Wenzel Bohdanecky von Hodkow (Václav Bohdanecký z Hodkova) errichtet, heute dient es als Rathaus |      |
| Dolní Zámek Teplice nad Metují (Unteres Schloss Weckelsdorf)                                                                                | Teplice nad Metují, Okres Náchod (Weckelsdorf, Kreis Nachod)                                                          | (Lage) das Untere Schloss 1664 Sigmund Schmiedl von Schmieden (Zikmund Schmiedl ze Schmieden) errichtet |      |
| Burg Střmen (Burg Stremen, auch Burg Stegreif oder Steigreif)                                                                               | Teplice nad Metují, Okres Náchod (Weckelsdorf, Kreis Nachod)                                                          | (Lage) ehem. Felsenburg |      |
| Veliš (Berg) (Burg Welisch) | Podhradí u Jičína, Okres Jičín (Podhrady, Kreis Jitschin)                                                             | (Lage) Reste einer Burgruine |      |
| Burg Vízmburk (Wiesenburg) | Havlovice, Okres Trutnov (Haulowitz, Kreis Trautenau)                                                                 | (Lage) Burgruine |      |
| Schloss Vlčice (Schloss Wildschütz) | Vlčice, Okres Trutnov (Wildschütz, Kreis Trautenau)                                                                   | (Lage) dreiflügeliger Barockbau mit Park errichtet von 1794 bis 1797 für Johann Franz Theer |      |
| Schloss Vokšice (Schloss Wokschitz) | Vokšice bei Podhradí u Jičína, Okres Jičín (Wokschitz bei Podhrady, Kreis Jitschin)                                   | (Lage) |      |
| Schloss Volanice (Schloss Wolanitz) | Volanice, Okres Jičín (Wolanitz, Kreis Jitschin)                                                                      | (Lage) |      |
| Schloss Vrchlabí (Schloss Hohenelbe) | Vrchlabí, Okres Trutnov (Hohenelbe, Kreis Trautenau)                                                                  | (Lage) Schloss der Grafen Czernin-Morzin mit vier achteckigen Türmen von 1546 bis 1548 anstelle einer alten Wasserburg errichtet, 1820 umgebaut, die Burgmauern abgetragen und die Wassergräben zugeschüttet, dient heute als Rathaus |      |
| Schloss Vysoké Veselí (Schloss Hochwessely)                                                                                                 | Vysoké Veselí, Okres Jičín (Hochwessely, Kreis Jitschin)                                                              | (Lage) ursprüngliche Burg 1585 im Renaissancestil umgebaut, Steinrelief mit den Wappen der Besitzer Jan Bořek Dohalský von Dohalice und Barbara von Solopysk eingefügt, 1745 Umbau zu einem Barockschloss mit Schlossgarten, nach einem Brand 1835 erfolgte unter Karl von Paar der Wiederaufbau im Empirestil, 1950 Umbau des Schlosses zu einer Schule |      |
| Schloss Žacléř (Schloss Schatzlar) | Žacléř, Okres Trutnov (Schatzlar, Kreis Trautenau)                                                                    | (Lage) |      |
| Schloss Žireč (Schloss Schurz) | Žireč bei Dvůr Králové nad Labem, Okres Trutnov (Schurz, OT von Königinhof, Kreis Trautenau)                          | (Lage) Barockschloss von 1652 bis 1669, ehem. Jesuitenresidenz |      |

## Pardubitzer Region (Pardubický kraj)
| Name                                                       | Ort | Lage und Anmerkungen | Bild  |
| ---------------------------------------------------------- | --- | --- | ----- |
| Schloss Běstvina (Schloss Bestwin)                         | Běstvina, Okres Chrudim (Bestwin, Kreis Chrudim) | (Lage) Barockschloss aus dem 17. Jahrhundert, letzte Besitzer waren die Herren von Herzogenberg |       |
| Schloss Biskupice u Jevíčka (Schloss Biskupitz)            | Biskupice u Jevíčka, Okres Svitavy (Biskupitz, Kreis Zwittau) | (Lage) Barockschloss im Verfall |       |
| Burg Brandýs nad Orlicí (Burg Brandeis)                    | Brandýs nad Orlicí, Okres Ústí nad Orlicí (Brandeis an der Adler, Kreis Wildenschwert) | (Lage) Burgruine |       |
| Schloss Brandýs nad Orlicí (Schloss Brandeis)              | Brandýs nad Orlicí, Okres Ústí nad Orlicí (Brandeis an der Adler, Kreis Wildenschwert) | (Lage) Neues Schloss, frühbarock |       |
| Schloss Bystré (Schloss Frischberg)                        | Bystré, Okres Svitavy (Bistrau, Kreis Zwittau) | (Lage) 1586–1590 Bau des Renaissanceschlosses unter Johann Kolowrat auf Bezdružice mit Türmen, Toren und Sgraffito-Schmuck, spätere Eigentümer waren die Herren von Martinitz, Leopold von Valderode und Hohenems, heute ein Verwaltungssitz |       |
| Schloss Choceň (Schloss Chotzen)                           | Choceň, Okres Ústí nad Orlicí (Chotzen, Kreis Wildenschwert) | (Lage) |       |
| Schloss Choltice                                           | Choltice, Okres Pardubice (Choltitz, Kreis Pardubitz) | (Lage) Barockschloss von 1683 bis 1695 mit Arkaden und einer Kapelle, vielleicht von italienischen Architekten |       |
| Schloss Chrast                                             | Chrast, Okres Chrudim (Chrast, Kreis Chrudim) | (Lage) Renaissanceschloss Chrast in der zweiten Hälfte des 16. Jahrhunderts durch Albrecht Slavata von Koschumberg errichtet, im 18. Jahrhundert als Sommerresidenz für die Bischöfe von Königgrätz zu einem vierflügeligen Schloss im Barockstil umgebaut, Nordflügel mit Renaissance-Arkaden, 1950 enteignet, jetzt Gemeinde- und Stadtmuseum                                                 |       |
| Schloss Chroustovice (Schloss Chroustowitz)                | Chroustovice bei Vysoké Mýto, Okres Chrudim (Chroustowitz bei Hohenmauth, Kreis Chrudim) urspr. ein Renaissanceschloss aus dem 16. Jahrhundert, späterer Umbau im Barock- und Rokokostil, jetzt als Berufsschule genutzt | (Lage) |       |
| Burg Starý Cimburk (Burg Alt Cimburg)                      | Městečko Trnávka bei Moravská Třebová, Okres Svitavy (Türnau bei Mährisch Trübau, Kreis Zwittau) | (Lage) Burgruine |       |
| Schloss Heřmanův Městec (Schloss Hermannstädtl)            | Heřmanův Městec, Okres Chrudim (Hermannstädtl, Kreis Chrudim) | (Lage) urspr. Renaissanceschloss von 1591, 1630 nach Zerstörung durch Johann Berka von Dubá wiederaufgebaut, spätere Besitzer waren die Herren Spork und Kinsky, die barocke, klassizistische und neobarocke Umbauten vorgenommen haben, nicht öffentlich zugänglich |       |
| Schloss Horní Jelení (Schloss Ober Jeleni)                 | Horní Jelení, Okres Pardubice (Ober Jeleni, Kreis Pardubitz) | (Lage) Schloss Horní Jelení, eingeschossiger Bau, 1865 errichtet, diente der Güterverwaltung der Grafen von Bubna, die ihren Sitz auf Schloss Doudleby nad Orlicí hatten |       |
| Schloss Hrochův Týnec (Schloss Hrochowteinitz)             | Hrochův Týnec, Okres Chrudim (Hrochowteinitz, Kreis Chrudim) | (Lage) |       |
| Schloss Jaroměřice (Schloss Jaromeritz)                    | Jaroměřice bei Jevíčko, Okres Svitavy (Jaromeritz bei Gewitsch Kreis Zwittau) | (Lage) Renaissanceschloss (1592) |       |
| Schloss Jevíčko (Schloss Gewitsch)                         | Jevíčko, Okres Svitavy (Gewitsch, Kreis Zwittau) | (Lage) Renaissanceschloss, 1559 für Prokop und Dietrich Podstatzky-Lichtenstein (Podstatští z Prusinovic) erbaut, barocker Umbau von 1730, das Stadtzentrum von Jevíčko gilt als Idealbild einer mittelalterlichen Stadt, das von einer teilweise erhaltenen Stadtmauer umgebene Oval hatte vier Stadttore und wurde mit regelmäßigen Straßenzügen um einen großen quadratischen Markt angelegt |       |
| Schloss Karlštejn                                          | Karlštejn, Okres Chrudim (Karlstein, Kreis Chrudim) | (Lage) |       |
| Schloss Kladruby nad Labem (Schloss Kladrub)               | Kladruby nad Labem, Okres Pardubice (Kladrub an der Elbe, Kreis Pardubitz) | (Lage) |       |
| Schloss Klášterec (Schloss Klösterle)                      | Klášterec nad Orlicí, Okres Ústí nad Orlicí (Klösterle, Kreis Wildenschwert) | (Lage) |       |
| Burg Košumberk (Burg Koschumberg)                          | Luže, Okres Chrudim (Lusche, Kreis Chrudim) | (Lage) Burgruine |       |
| Burg Kunětická Hora (Burg Kunietitzer Berg)                | Ráby bei Pardubice, Okres Pardubice (Raby, Kreis Pardubitz) | (Lage) |       |
| Schloss Lanškroun (Schloss Landskron)                      | Lanškroun, Okres Ústí nad Orlicí (Landskron, Kreis Wildenschwert) | (Lage) urspr. Augustinerkloster, Umbau zum Renaissanceschloss, im Besitz der Pernštejns, 1928 von den Lichtensteins an die Stadt verkauft, 1992 rekonstruiert, jetzt Ausstellungs- und Konzertsaal |       |
| Burg Lanšperk (Burg Landsberg)                             | Lanšperk bei Ústí nad Orlicí, Okres Ústí nad Orlicí (Landsberg, Kreis Wildenschwert) | (Lage) Burgruine |       |
| Burg Kyšperk (Letohrad), auch Kynšperk (Burg Geiersberg)   | Letohrad, Okres Ústí nad Orlicí (Geiersberg, Kreis Wildenschwert) | (Lage) Burgruine | fehlt |
| Schloss Letohrad (Schloss Geiersberg)                      | Letohrad, Okres Ústí nad Orlicí (Geiersberg, Kreis Wildenschwert) | (Lage) Schloss Letohrad wurde von 1680 bis 1685 aus einer alten Feste erbaut und um 1800 erweitert, jetzt Stadtmuseum mit Bildern der Malerfamilie Umlauf |       |
| Burg Lichnice (Burg Lichtenburg)                           | Třemošnice, Okres Chrudim (Tremoschnitz, Kreis Chrudim) | (Lage) Burgruine |       |
| Burg Litice nad Orlicí (Burg Lititz)                       | Záchlumí, Okres Ústí nad Orlicí (Sachlum, Kreis Wildenschwert) | (Lage) |       |
| Schloss Litomyšl (Schloss Leitomischl)                     | Litomyšl, Okres Svitavy (Leitomischl, Kreis Zwittau) | (Lage) |       |
| Schloss Lukavice (Schloss Lukawitz)                        | Lukavice, Okres Chrudim (Lukawitz, Kreis Chrudim) | (Lage) Barockschloss, erbaut 1700 für die Fürsten von Auersperg, heute Sitz der Stadtverwaltung |       |
| Schloss Medlešice (Schloss Medleschitz)                    | Medlešice bei Chrudim, Okres Chrudim (Medleschitz, Kreis Chrudim) | (Lage) |       |
| Schloss Moravská Třebová (Schloss Mährisch Trübau)         | Moravská Třebová, Okres Svitavy (Mährisch Trübau, Kreis Zwittau) | (Lage) unter der Herrschaft der Herren von Boskowitz und Ladislav Velen von Zerotein von 1486 bis 1622 war Mährisch-Trübau ein Zentrum der humanistischen Gelehrsamkeit |       |
| Schloss Nasavrky (Schloss Nassaberg)                       | Nasavrky, Okres Chrudim (Nassaberg, Kreis Chrudim) | (Lage) Schloss Nasavrky, errichtet um 1600, jetzt als Kulturzentrum und Keltenmuseum genutzt |       |
| Schloss Neulust, auch Najlust (Neulust oder Theresienlust) | Uhersko, Okres Pardubice (Uhersko, Kreis Pardubitz) | (Lage) Ruinen eines Jagdschlosses |       |
| Schloss Nové Hrady (Neuschloß)                             | Nové Hrady, Okres Ústí nad Orlicí (Neuschloß, Kreis Wildenschwert) | (Lage) Rokokoschloss von 1774 bis 1777 im Auftrag des Grafen Jean-Antoine Harbuval de Chamaré durch den Architekten Josef Jäger errichtet |       |
| Burg Oheb                                                  | Seč, Okres Chrudim (Setsch, Kreis Chrudim) | (Lage) Burgruine |       |
| Schloss Pardubice (Schloss Pardubitz)                      | Pardubice (Pardubitz) | (Lage) |       |
| Schloss Přestavlky                                         | Přestavlky, Okres Chrudim (Přestawlk, Kreis Chrudim) | (Lage) |       |
| Burg Rabštejnek (Burg Rabstein, auch Hrabischstein)        | Rabštejnská Lhota, Okres Chrudim (Rabštejnská Lhota bei Slatinian, Kreis Chrudim) | (Lage) Burgruine |       |
| Schloss Ronov nad Doubravou (Schloss Ronow)                | Ronov nad Doubravou, Okres Chrudim (Ronow an der Doubrawa, Kreis Chrudim) | (Lage) einfaches dreistöckiges Gebäude von 1823 bis 1825 |       |
| Schloss Rudoltice (Schloss Rudelsdorf)                     | Rudoltice, Okres Ústí nad Orlicí (Rudelsdorf, Kreis Wildenschwert) | (Lage) |       |
| Burg Rychmburk (Burg Richenburg oder Burg Reichenberg)     | Předhradí, Okres Chrudim (Richenburg, Kreis Chrudim) | (Lage) |       |
| Schloss Slatiňany (Schloss Slatinian)                      | Slatiňany, Okres Chrudim (Slatinian, Kreis Chrudim) | (Lage) |       |
| Burg Strádov                                               | Libáň, Okres Chrudim (Liban bei Nassaberg, Kreis Chrudim) | (Lage) Burgruine |       |
| Schloss Svobodné Hamry (Schloss Freihammer)                | Svobodné Hamry bei Trhová Kamenice, Okres Chrudim (Freihammer bei Markt Kamnitz, Okres Chrudim) | (Lage) |       |
| Burg Svojanov (Burg Fürstenstein)                          | Svojanov, Okres Svitavy (Swojanow, Kreis Zwittau) | (Lage) Burgruine |       |
| Burg Svojšice (Burg Swojschitz)                            | Svojšice, Okres Pardubice (Swojschitz, Kreis Pardubitz) | (Lage) Burgruine |       |
| Schloss Tatenice (Schloss Tattenitz)                       | Tatenice bei Lanškroun, Okres Ústí nad Orlicí (Tattenitz bei Landskron, Kreis Wildenschwert) | (Lage) um 1600 Renaissanceschloss durch den Besitzer Ladislav Velen von Zerotein errichtet, heute Sitz von Behörden und Restaurant |       |
| Schloss Třemošnice (Schloss Tremoschnitz)                  | Třemošnice, Okres Chrudim (Tremoschnitz, Kreis Chrudim) | (Lage) Schloss Třemošnice, ab 1750 erbaut für Johann Wenzel Caretto de Millesimo nach Plänen von Johann Blasius Santini-Aichl |       |
| Burg Vildštejn (Burg Wildstein)                            | Seč, Okres Chrudim (Setsch, Kreis Chrudim) | (Lage) |       |
| Schloss Žamberk (Schloss Senftenberg)                      | Žamberk, Okres Ústí nad Orlicí (Senftenberg in Böhmen, Kreis Wildenschwert) | (Lage) |       |
| Burg Žampach (Burg Sandbach)                               | Žampach, Okres Ústí nad Orlicí (Sandbach, Kreis Wildenschwert) | (Lage) Burgruine |       |
| Schloss Žampach (Schloss Sandbach)                         | Žampach, Okres Ústí nad Orlicí (Sandbach, Kreis Wildenschwert) | (Lage) Schloss Žampach war die Sommerresidenz der Jesuiten von Königgrätz, 1672 zum Barockschloss umgebaut, wichtigster Eigentümer war die Familie von Lützow, Franz von Lützow (1849–1916) war ein österreichischer Historiker und Literat, der hier seine wichtigsten Arbeiten geschrieben hat                                                                                                |       |
| Schloss Zámrsk                                             | Zámrsk, Okres Ústí nad Orlicí (Samrsk, Kreis Wildenschwert) | (Lage) |       |
| Schloss Zdechovice (Schloss Zdechowitz)                    | Zdechovice bei Přelouč, Okres Pardubice (Zdechowitz bei Przelautsch, Kreis Pardubitz) | (Lage) |       |
| Burg Žumberk (Burg Schumberg)                              | Žumberk, Okres Chrudim (Schumberg, Kreis Chrudim) | (Lage) Burgruine auf einem hohen Felsvorsprung über dem Fluss Holetínka, erste Erwähnung der Burg stammt aus dem Jahr 1318, der ursprüngliche Name der Burg ist Sunenberg, ab 1770 Ruine, die Burgruine ist frei zugänglich |       |